# Julus ruficeps
Julus ruficeps är en mångfotingart som beskrevs av Brandt 1841. Julus ruficeps ingår i släktet Julus och familjen kejsardubbelfotingar. Inga underarter finns listade i Catalogue of Life.